# Yarmouth et Clare
Pour les articles homonymes, voir Yarmouth et Clare.
Yarmouth et Clare fut une circonscription électorale fédérale de Nouvelle-Écosse. La circonscription fut représentée de 1917 à 1925.
La circonscription a été créée en 1914 avec une portion des circonscriptions de Digby et de Yarmouth. Abolie en 1924, elle fut redistribuée parmi Digby et Annapolis et Shelburne—Yarmouth.

## Géographie
En 1924, la circonscription de Yarmouth et Clare comprenait:
- Le comté de Yarmouth
- La municipalité de Clare

## Députés
1. 1917-1921 — Edgar Keith Spinney, Unioniste
2. 1921-1925 — Paul LaCombe Hatfield, Libéral